# Estadio Camilo Daza
El Estadio Camilo Daza se encuentra ubicado en municipio de Pamplona, Norte de Santander. Cuenta con un aforo aproximado de 3000 a 5000 personas, al igual que con moderno y amplio coliseo. Años anteriores sirvió como sede de equipos del Campeonato Postobon de la Difutbol y ha sido sede de partidos amistosos del Cúcuta Deportivo, al igual de principal sede deportiva de eventos realizados en la Provincia de Pamplona. Es además sede de grandes eventos culturales, como lo son los conciertos de los ferias y fiestas de Pamplona en los días 27, 28, 29, 30, 1, 2, 3 y 4 de junio y julio de cada año.